# شق إي
شق إي (بالإنجليزية: Slot A) وهو وصلة إلكترونية صممته شركة إي أم دي لوحدات المعالجة المركزية من نوع آثلون لتبدل مقبس 7 وسوبر سوكت 7 الأبطأ منه. وهو يستخدم بروتوكول "EV6", وهي تكنولوجيا أنتجتها شركة ديجيتل إكوبمنت كوربوريشون (Digital Equipment Corporation) لمعالجاتها ألفا 21264 (Alpha 21264). وإن شق إي مطابق لشق 1 بالشكل ولكن ليس مطابقا له في طريقة التواصل. وقامت الشركة بوضع الوصلات الجانبية معاكسة لشق 1 لكي لا يتم إدخال وحدات بنتوم 2 بالخطأ في شق إي ولا وحدات آثلون في شق 1. وأم السبب لاستخدام نفس شكل الشق 1 هو لتخفيض سعر الإنتاج عند شركات تصنيع لوحات الأم, التي ألغة الحاجة لصنع مكنات جديدة لتُصنيع نوع شق جديد. وتم تبديل شق إي لاحقا بمقبس إي.